# Сталкінг
Сталкінг (англ. stalking від stalk — «переслідувати», «підкрадатися») — небажане переслідування когось, нав'язування себе комусь, домагання, психічний тиск. В багатьох країнах «сталкінг»-поведінка вважається змістом злочину проти особи та тягне за собою карну відповідальність. Ця поведінка є також предметом психологічних та кримінологічних досліджень.
Сталкінг як переслідування — це  спостереження чи контакт з боку окремої особи чи групи людей щодо іншої особи. Поведінка переслідування взаємопов'язана з домаганнями та залякуванням і може включати особисте стеження за жертвою або спостереження за нею. Термін «переслідування» використовується з деякими різними визначеннями в психіатрії та психології, а також у деяких правових юрисдикціях як термін для позначення кримінального злочину.